# Neil Doak
Neil George Doak (Lisburn, 21 giugno 1972) è un ex rugbista a 15 e crickettista proveniente dall'Irlanda del Nord, che ha rappresentato l'Irlanda a livello internazionale nel cricket, mentre nel rugby a 15 ha fatto parte della selezione alla Coppa del Mondo di rugby 2003 senza mai essere schierato; dal 2020 è allenatore dei tre quarti e dell'attacco della Georgia.

## Biografia
Nativo di Lisburn, in Irlanda del Nord, Neil Doak praticò sia cricket che rugby a 15, formandosi atleticamente nel gruppo polisportivo dei Belfast Harlequins.

### Attività nel cricket
Battitore destrimano e lanciatore di tipologia spin (ovvero caratterizzato dall'uso dell'effetto piuttosto che della velocità impressa sulla palla).
Debuttò nella Nazionale di cricket dell'Irlanda nel giugno 1993 in una partita di First Class cricket contro la nazionale scozzese.
Complessivamente con la nazionale irlandese ha giocato nell'ICC Trophy 1994, nel campionato europeo del 1996 e nell'ICC Trophy 1997, totalizzando complessivamente 32 presenze nelle varie forme di cricket (tra cui due First Class e tre List A; l'ultima partita fu contro lo Zimbabwe nel giugno 2000; tuttavia già da tre anni era fuori dal giro della nazionale (la presenza precedente risaliva al ICC Trophy 1997).

### Attività nel rugby a 15
Nel 1990, a 17 anni, Doak fu chiamato nelle giovanili della formazione provinciale dell'Ulster nella cui prima squadra debuttò nel 1995 durante un'amichevole contro i sudafricani del Northern Transvaal; in quello stesso anno fu chiamato per un test match dell'Irlanda contro Figi, ma rimase in panchina.
Cresciuto nel North of Ireland, nel 1999 fu per un biennio al Malone prima di tornare nella capitale nordirlandese nel 2001 nel Belfast Harlequins, club formato dalla fusione del North of Ireland e i Collegians di Belfast.
Tornato a tempo pieno al rugby dopo la parentesi nel cricket, Doak esordì in Celtic League con Ulster nel 2002, e l'anno successivo fu convocato in Nazionale per la Coppa del Mondo di rugby 2003 in Australia; anche in tale occasione, tuttavia, non fu mai schierato in campo, perdendo così la possibilità di diventare internazionale in due discipline per l'Irlanda.
Nel 2005 si ritirò dall'attività agonistica e, nel 2008, divenne responsabile del settore tecnico giovanile dell'Ulster; tra il 2012 e il 2013 fu assistente allenatore della Nazionale A irlandese e a seguire ricoprì analogo ruolo nella prima squadra dell'Ulster; nel 2014 ricevette l'investitura ad allenatore-capo della stessa squadra che tenne fino al 2017; dopo aver lasciato l'Ulster Rugby è divenuto allenatore alla Queen's University Belfast.

## Palmarès

### Rugby a 15
- Celtic Cup: 1
Ulster: 2003